# В городе Лжедмитрове
«В городе Лжедмитрове» — одиннадцатый студийный альбом российской рок-группы «Несчастный случай». Релиз состоялся 14 февраля 2020 года, второй раз альбом был записан на средства, собранные поклонниками группы. Альбом является сборником песен, которые звучат на одноимённом спектакле, премьера которого состоялась в 2019 году. Все композиции альбома сюжетно связаны между собой при помощи имитации радиозаписи. Это третий альбом группы, в котором существуют связующие треки. Раннее такой приём встречался в альбомах «Mein Lieber Tanz» и «Кранты».
Режиссёром спектакля выступил Максим Виторган. Главные роли исполнили Алексей Кортнев, Сергей Белоголовцев, Кристина Бабушкина, Павел Мордюков, Наталья Вдовина, а также остальные участники группы «Несчастный случай».
Сюжет спектакля рассказывает о жизни закрытого наукограда Лжедмитров. Главный герой Антон возвращается в родной город спустя 25 лет, однако, сейчас город живёт своей жизнью, и въезд и выезд из него запрещён законодательно. Жители города построили огромный коллайдер, а сами обрели сверхспособности. Антон вспоминает о своей былой жизни на родине, и борется с устоявшимся в городе режимом.
Песни «Халява» и «Война» исполнялись группой вне спектакля, и были написаны гораздо раньше. Песню «Весёлая мутантская» группа исполняла в телепрограмме «Квартирник у Маргулиса». Песня «Нет-нет» впервые была издана в альбоме «Это любовь» с обработкой вокала, затем переиздана в альбоме «Чернослив и курага» без обработки вокала. В альбоме «В городе Лжедмитрове» текст песни «Нет-нет» слегка изменён, и исполняется она как от мужского, так и от женского лица.

## Состав
- Алексей Кортнев — вокал, гитара, тексты песен
- Павел Мордюков — вокал, саксофон
- Сергей Чекрыжов — вокал, клавишные, композитор
- Дмитрий Чувелёв — вокал, электрогитара
- Роман Мамаев — бас-гитара
- Павел Тимофеев — ударные
- Сергей Белоголовцев — вокал
- Кристина Бабушкина — вокал
- Михаил Ефремов — текст от автора

## Список композиций
1. Колодец памяти
2. Радио 1
3. В городе Лжедмитрове
4. Радио 2
5. Интеллигент
6. #нетрезведь
7. Радио 3
8. На кой
9. Сон Антона
10. Радио 4
11. Халява
12. Радио 5
13. Опять война
14. Радио 6
15. Куплеты-дебаты
16. Мэрский рэп
17. Радио 7
18. Праздник
19. Loveрентий
20. Коллайдер взрывается
21. Нет-нет
22. Кода
23. Весёлая мутантская